# Planétarium et musée astronomique de Rome
Le Planétarium et musée astronomique de Rome (en italien, Planetario e Museo Astronomico) est un ensemble de musées éducatifs de la ville de Rome, ayant son siège près du Musée de la Civilisation Romaine dans le quartier de l'EUR. C'est un musée communal, qui fait donc partie du système Musei in comune. 
Il a été ouvert le 26 mai 2004, plus de 20 ans après la fermeture du planétarium historique, logé dans la Sala della Minerva.

## Description
Le planétarium se compose d'un dôme de 14 mètres qui, par le biais de trois projecteurs numériques, reproduit les simulations et des projections du ciel, des astres et des nébuleuses, en plus de la traditionnelle reproduction du ciel étoilé, des mouvements de la Lune et des planètes.
Le complexe offre également un vaste programme de spectacles astronomiques, des conférences, des événements et des observations astronomiques à fins de vulgarisation.
Le musée astronomique adjacent propose de grands modèles des planètes, des dioramas et des bornes multimédias interactives avec des jeux vidéo sur l'astronomie.